# Matthew Mercer
Matthew Christopher Miller (Palm Beach Gardens, Florida, 29 de junio de 1982), más conocido por su nombre artístico Matthew Mercer, es un actor de voz y de doblaje estadounidense. En anime doblado al inglés, él dobla a Levi Ackerman en Shingeki no Kyojin, Kiritsugu Emiya en Fate/Zero, Jotaro Kujo en JoJo's Bizarre Adventure, Kanji Tatsumi para la segunda mitad de Persona 4: The Animation, así como Trafalgar Law en el doblaje de Funimation de One Piece. En los videojuegos, interpreta a Leon S. Kennedy en Resident Evil, Chrom en Fire Emblem, Jack Cooper en Titanfall 2, Cassidy en Overwatch, Yusuke Kitagawa en Persona 5, MacCready en Fallout 4, Edér Teylecg en Pillars of Eternity y Goro Majima en Yakuza: Like a Dragon. Además de su trabajo de voz, también desarrolló la serie web de Dungeons & Dragons Critical Role, de la cual es el Dungeon Master.
Mercer ha trabajado en libros para juegos de rol de mesa tales como Explorer's Guide to Wildemount (2020), Tal'Dorei Campaign Setting Reborn (2022), Critical Role: Call of the Netherdeep (2022) and Daggerheart (2025)

## Biografía

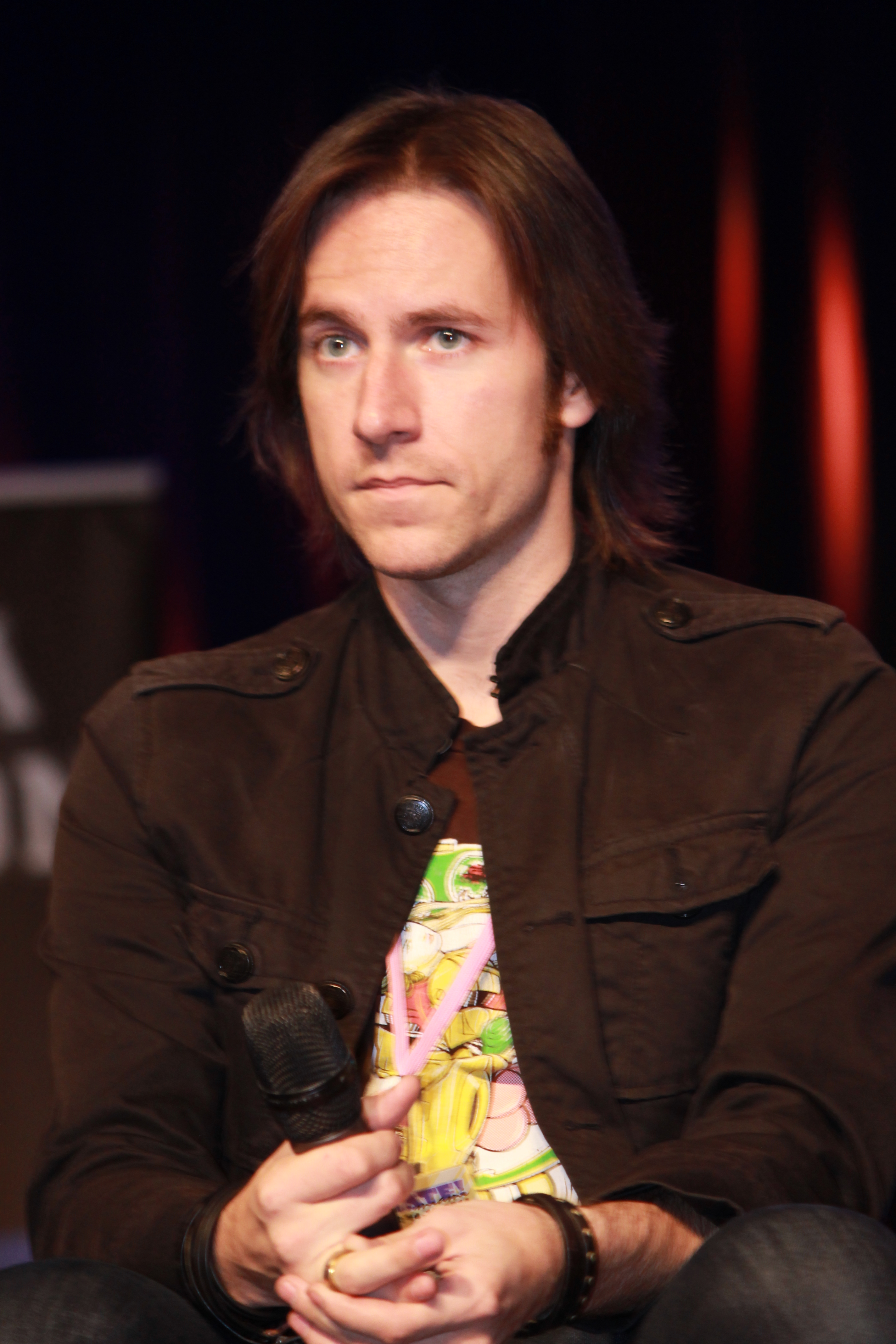
Mercer en 2014

Mercer comenzó su carrera en la escuela secundaria haciendo walla en inglés y personajes adicionales en varios animes japoneses y desde entonces ha trabajado con una variedad de medios, incluidos dibujos animados, videojuegos y comerciales de radio. Ha sido invitado a convenciones de todo el mundo, organizando eventos como Anime Expo y Anime Matsuri. Su trabajo se ha expandido a una multitud de roles en caricaturas, videojuegos y comerciales de radio. Dirigió y produjo la serie web There Will Be Brawl, basado en la serie de videojuegos Super Smash Bros., donde proporcionó las voces de Kirby y Meta Knight y hace el papel de Ganondorf. Mercer también produjo la serie web Fear News with the Last Girl y actúa en varios shows de Geek & Sundry y Nerdist.

## Vida personal
Mercer se casó con la coprotagonista de Critical Role Marisha Ray en 2017. 

## Filmografía

### Series Animadas
- Beware the Batman – Joseph "Ice Pick Joe" Crimple[1]
- DC Super Friends – Superman, Dos Caras[5]
- Prodigiosa: Las aventuras de Ladybug – Voces adicionales[6]
- NFL Rush Zone – Sudden Death, Texans Rusher, Buccaneers Rusher, Capitán Anticorian
- Thundercats – Tygra, Kask, Driller, voces adicionales[1]
- Wabbit – Pie Grande
- Persona 4 The Animation - Kanji Tatsumi (Capítulos 13 - 26).
- Persona 5 The Animation - Yusuke Kitagawa.

### Películas animadas
- Avengers Confidential: Black Widow & Punisher – Tony Stark/Iron Man, Clint Barton/Ojo de Halcón
- Batman: Bad Blood – Hellhound, Chuckie Sol[7]
- Batman Unlimited: Animal Instincts – Mech Guardia 1, Wealthy Jocky[1][8]
- Iron Man: Rise of Technovore – Tony Stark/Iron Man
- Justice League: War – Guardia[1]
- Marvel Super Hero Adventures: Frost Fight! – Capitán América, Gingerbread Men[9]
- Monsters University – Voces adicionales
- Resident Evil: Damnation – Leon S. Kennedy
- Resident Evil Vendetta – Leon S. Kennedy
- Resident Evil: Death Island – Leon S. Kennedy

### Videojuegos
- Overwatch – Jesse McCree
- Titanfall 2 – Jack Cooper
- World of Warcraft: Legion – Aluneth
- Resident Evil 6 – Leon S. Kennedy
- Fire Emblem: Awakening – Chrom
- Fire Emblem Fates – Ryoma, Azama, Shigure
- Fire Emblem Heroes – Chrom, Ryoma, Azama, Shigure
- Phoenix Wright: Ace Attorney - Spirit of Justice – Nayuta Sahdmadhi
- Batman: Arkham Knight – Tim Drake
- Minecraft: Story Mode – Aiden, Chico escolar, Otis, Viejo granjero, TNT Dustin
- Persona 5 – Yusuke Kitagawa
- Fallout 4 – MacCready
- Xenoblade Chronicles X – Lao
- Stella Glow - Klaus
- Shin Megami Tensei IV - Walter
- Super Smash Bros Ultimate – Chrom
- Epic Seven – Basar, Corvus, Dark Corvus, Jecht
- Pillars of Eternity -  Edér Teylecg
- Yakuza: Like a Dragon - Goro Majima
- Monster Hunter: World - Líder del equipo de campo
- Final Fantasy VII Rebirth – Vincent Valentine
- Fortnite: Battle Royale – Midas
- Dead by Daylight – El Liche
- The Legend Of Zelda: Tears Of The Kingdom - Ganondorf